# Pseudobothrideres quadratifer
Pseudobothrideres quadratifer is een keversoort uit de familie knotshoutkevers (Bothrideridae). De wetenschappelijke naam van de soort werd in 1915 gepubliceerd door Karl Maria Heller.